# Всяка една неделя
„Всяка една неделя“ (на английски: Any Given Sunday) е американска спортна драма от 1999 г. на режисьора Оливър Стоун, който изобразява измисления професионален отбор по американски футбол. Във филма участват Ал Пачино, Камерън Диас, Денис Куейд, Джеймс Уудс, Ел Ел Кул Джей, Ан-Маргрет, Лорън Холи, Матю Модайн, Джон Макгинли, Чарлтън Хестън, Бил Белами, Лела Рошон, Арън Екхарт, Елизабет Бъркли, и играчите от Националната футболна лига – Джим Браун и Лорънс Тейлър.